# موریسکو
موریسکو (به اسپانیایی: Morisco) یا موریسک (به‌معنای «مور کوچک» یا «مور حقیر») عنوانی بود که پس از سقوط آندلس به آن دسته از مسلمانانی گفته می‌شد که مجبور به تغییر دین خود شده و به‌عنوان یک مسیحی کاتولیک، غسل تعمید یافته بودند.

## تاریخچه
با شروع نهضت استرداد یا رِکُونکیستای مسیحیان برای فتح آندلس و تسلیم جوامع مسلمان‌نشین مورو در آراگون (۱۱۱۸)، والنسیا (۱۲۳۸) و در نهایت فتح گرانادا (۱۴۹۲)، به مسلمانان بر طبق عهدنامه‌ای چنین وعده داده شد که در دینشان آزاد خواهند بود. با این حال این آزادی مذهبی در اواخر سدهٔ پانزدهم نادیده گرفته شده و مقامات مسیحی اقدام به انهدام کتاب‌های دینی اسلامی و اجبار موروها به تغییر دین و پذیرش مسیحیت نمودند. این موضوع سبب بروز شورشی توسط مسلمانان گرانادا گردید اما در مقابل در ۱۵۰۲ به آنان گفته شد که یا باید مسیحی شوند یا خاک اسپانیا را ترک گویند. بسیاری از آنان در ظاهر این تغییر دین را پذیرفته و غسل‌تعمید یافتند اما در خفا به آموزه‌های اسلامی خود پایبند ماندند. در ۱۵۲۶ مسلمانان والنسیا و آراگون نیز به‌همین ترتیب مجبور به تغییر دین شده و پس از آن دین اسلام به‌طور رسمی در اسپانیا ممنوع اعلام شد.

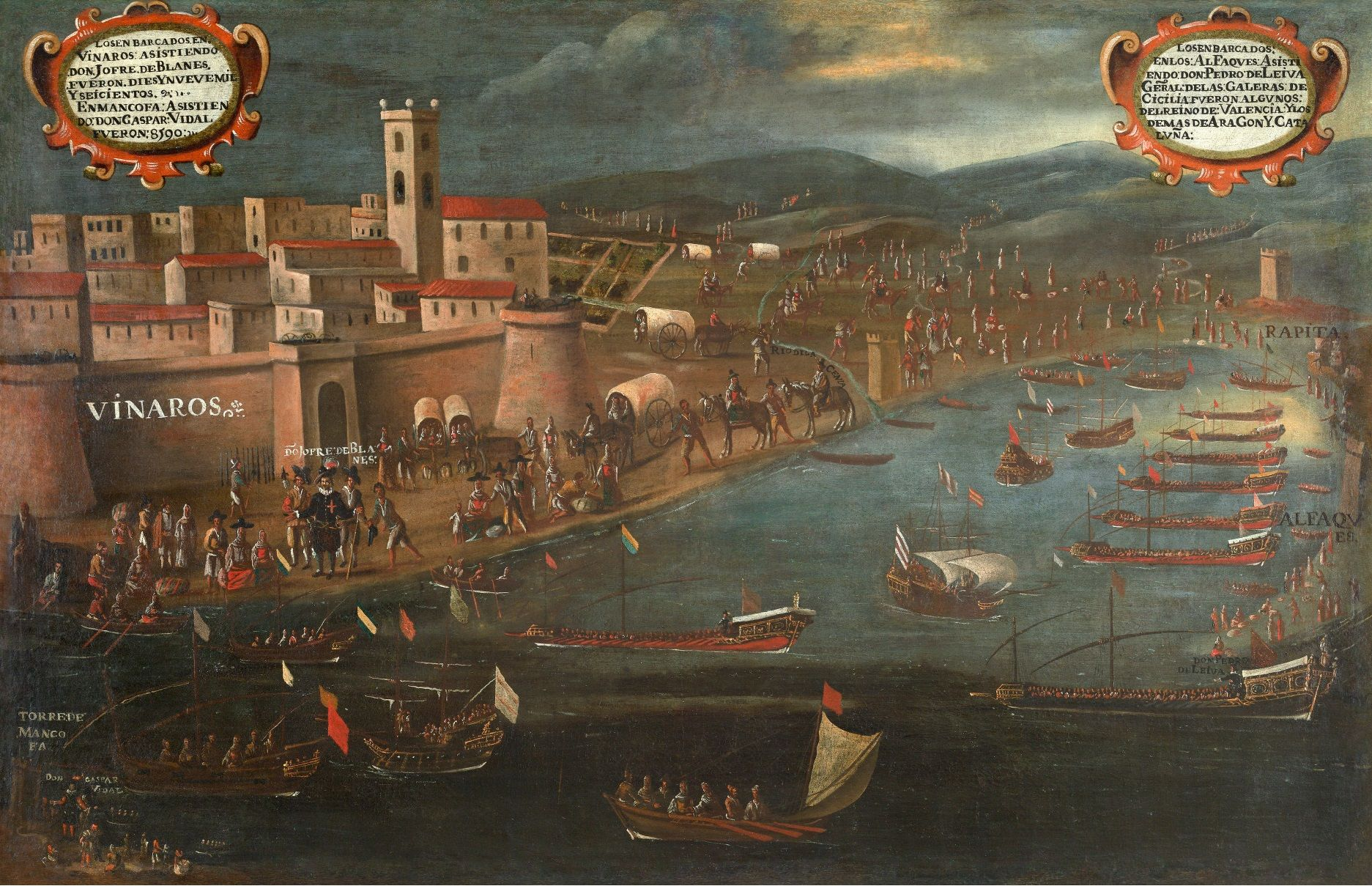
اخراج موریسکوها از ویناروس اسپانیا

اما موروهای تازه‌مسیحی‌شده که اینک موریسکو نامیده می‌شدند هنوز همچون مسلمانان لباس پوشیده، صحبت کرده و می‌نوشتند و همین موضوع باعث شک مسیحیان به آنان شده بود که با الجزایری‌ها و ترکان از دشمنان اسپانیا همکاری دارند. همچنین آنان از این وحشت داشتند که مسلمانان آماده جهاد شوند. از سوی دیگر موریسکوها نیز که مورد تبعیض مالیاتی قرارگرفته، تجارت ابریشمشان که عمده‌ترین کار آنها بود به دلیل سیاست‌های مالی اشتباه کاهش یافته و هم‌زمان به‌دلیل ناآگاهی نسبت به دین جدیدشان توسط کلیسا و دادگاه‌های تفتیش عقاید مجازات می‌شدند خواستار پشتیبانی مسلمانان خارج از اسپانیا از آنان شدند. فتواهایی در حمایت از موریسکوها صادر شد که تقیه را برای آنان روا می‌دانست. پس از آن موریسکوها به انتشار کتاب‌هایی معروف به الخامیادو پرداختند که به زبان اسپانیایی اما با الفبای عربی نوشته شده بود و به تعلیم و راهنمایی دیگر موریسکوها در رابطه با اسلام می‌پرداخت.
اما فیلیپ دوم، پادشاه اسپانیا در ۱۵۶۶ فرمانی را صادر نمود که موریسکوهای گرانادا بر اساس آن دیگر حق استفاده از زبان، پوشش و سنت‌های خود را نداشتند. به‌دنبال این فرمان موریسکوها در ۱۵۶۹ سر به شورش برداشتند که ۲ سال به‌طول انجامید. اما در نهایت آنان از گرانادا بیرون رانده شده و در سرتاسر شمال اسپانیا پراکنده شدند. با این حال آنان همچنان به فعالیت‌های دینی و مذهبی خود که از نظر حکومت اسپانیا خیانتکارانه بود ادامه می‌دادند و همین موضوع سبب شد تا فیلیپ سوم فرمان اخراج آنها را در ۲۲ سپتامبر ۱۶۰۹ صادر نماید. اجرای این حکم ۵ سال به طول انجامید و تقریباً ۳۰۰ هزار موریسکویی مجبور به ترک اسپانیا شده و بیشترشان در الجزایر، تونس و مراکش سکنی گزیدند.

## سیستم نژادی مستعمرات اسپانیا
| میگل کابررا ۱۷۶۳ میلادی | ناشناس (موزهٔ بیریناتو) | آندرس د ایزلاس ۱۷۷۴ میلادی |
| ۱. از اسپانیایی با سرخ‌پوست؛ مستیزو. ۲. از اسپانیایی با مستیزو؛ کاستا. ۳. از اسپانیایی با کاستا؛ اسپانیایی. ۴. از اسپانیایی با آفریقایی؛ مولاتو. ۵. از اسپانیایی با مولاتو؛ موریسکو. ۶. از اسپانیایی با موریسکو؛ آلبینو. ۷. از اسپانیایی با آلبینو؛ تورنا اتراس. ۸. از اسپانیایی با تورنا اتراس؛ تنته ان ال آیره. ۹. از آفریقایی با سرخ‌پوست؛ چینو کامبوخو. ۱۰. از چینو کامبوخو با سرخ‌پوست؛ لوبو. ۱۱. از لوبو با سرخ‌پوست؛ آلباراسادو. ۱۲. از آلباراسادو با مستیزو؛ بارسینو. ۱۳. از سرخ‌پوست با بارسینو؛ سامبویگوا. ۱۴. از کاستا با مستیزو؛ چامیسو. ۱۵. از مستیزو با سرخ‌پوست؛ کویوته. ۱۶. سرخ‌پوستان بی دین | ۱. از اسپانیایی با سرخ‌پوست؛ مستیزو. ۲. از مستیزو با اسپانیایی؛ کاستا. ۳. از کاستا با اسپانیایی؛ اسپانیایی. ۴. از اسپانیایی با آفریقایی؛ مولاتو. ۵. از مولاتو با اسپانیایی؛ موریسکو. ۶. از موریسکو با اسپانیایی؛ چینو. 7. از چینو با سرخ‌پوست؛ سالتااتراس. ۸. از سالتااتراس با مولاتو؛ لوبو. ۹. از لوبو با چینو؛ خیبارو. ۱۰.از خیبارو با مولاتو؛ آلباراسادو. ۱۱.از آلباراسادو با آفریقایی؛ کامبوخو ۱۲.از کامبوخو با سرخ‌پوست؛ سامبیاگا. ۱۳.از سامبیاگا با لوبو؛ کالپملاتو. ۱۴.از کالپملاتو با کامبوخو؛ تنته ان ال آیره ۱۵.از تنته ان ال آیره با مولاتو؛ نو ته انتیندو. ۱۶.از نو ته انتیندو با سرخ‌پوست؛ تورنا اتراس. | ۱. از اسپانیایی با سرخ‌پوست؛ مستیزو. ۲. از اسپانیایی با مستیزو؛ کاستا. ۳. از کاستا با اسپانیایی؛ اسپانیایی. ۴. از اسپانیایی با آفریقایی؛ مولاتو. ۵. از اسپانیایی با مولاتو؛ موریسکو. ۶. از اسپانیایی با موریسکو؛ آلبینو. ۷. از اسپانیایی با آلبینو؛ تورنا اتراس. ۸. از سرخ‌پوست با آفریقایی؛ لوبو. ۹. از سرخ‌پوست با مستیزو؛ کویوته. ۱۰. از لوبو با آفریقایی؛ چینو. ۱۱. از چینو با سرخ‌پوست؛ کامبوخو. ۱۲. از کامبوخو با سرخ‌پوست؛ تنته ان ال آیره. ۱۳. از تنته ان ال آیره با مولاتو؛ آلباراسادو. ۱۴. از آلباراسادو با سرخ‌پوست؛ بارسینو. ۱۵. از بارسینو با کامبوخو؛ کالپملاتو. ۱۶. سرخپوستان وحشی "چیچیمکا" |

### نگارخانه

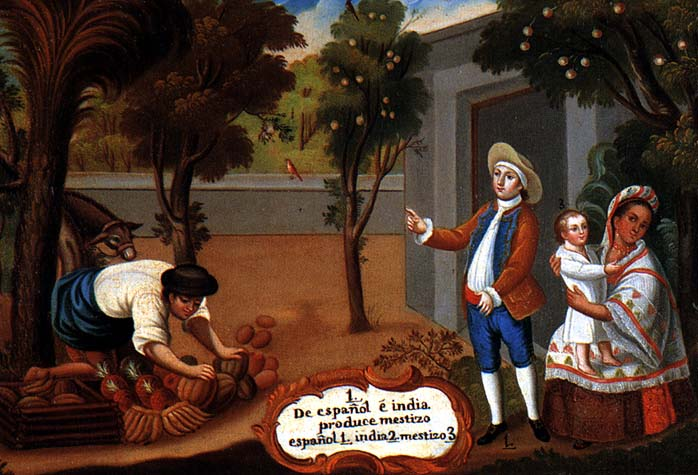
De español e india, produce mestizo (از اسپانیایی با سرخ‌پوست؛ مستیزو).
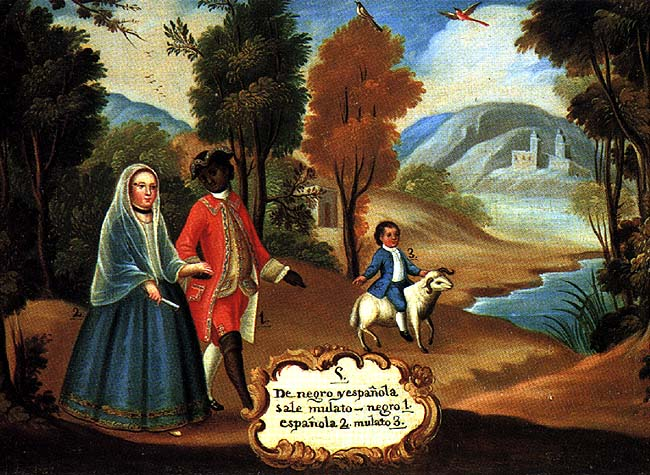
De negro y española, sale mulato (از اسپانیایی با آفریقایی؛ مولاتو).
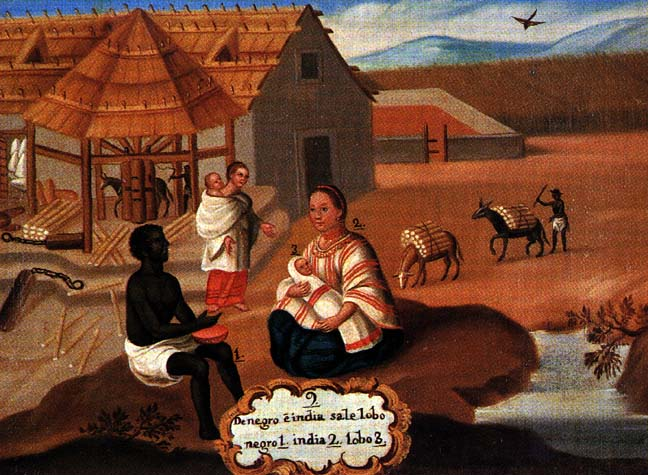
De negro e india, sale lobo (از سرخ‌پوست با آفریقایی؛ لوبو).